# Kiel (Wisconsin)
Kiel es una ciudad ubicada en los condados de Manitowoc y Calumet, Wisconsin, Estados Unidos. Según el censo de 2020, tiene una población de 3.932 habitantes.
Está situada principalmente dentro del condado de Manitowoc, aunque una parte se extiende hacia el oeste hasta el condado adyacente de Calumet.  

## Geografía
La ciudad está ubicada en las coordenadas 43°54′58″N 88°1′35″O / 43.91611, -88.02639. Según la Oficina del Censo de los Estados Unidos, Kiel tiene una superficie total de 6.86 km², de la cual 6.53 km² corresponden a tierra firme y 0.33 km² es agua.

## Demografía
Según el censo de 2020, hay 3.932 personas residiendo en Kiel. La densidad de población es de 602.14 hab./km². El 93.82% son blancos, el 0.48% son afroamericanos, el 0.38% son amerindios, el 0.48% son asiáticos, el 0.03% es isleño del Pacífico, el 1.09% son de otras razas y el 3.71% son de dos o más razas. Del total de la población, el 3.38% son hispanos o latinos de cualquier raza.